# Felipe González Vallejo
Felipe González Vallejo (Campezo, 1769 – Madrid, 10 de enero de 1824) fue un hacendista y político español.  

## Biografía
Ingresa en la Secretaría del Despacho de Indias, en 1785, para pasar después a la de Guerra, la del Maestrazgo y la de las Órdenes Militares en 1792. Consejero de Guerra y de Hacienda en 1797. Tras la Guerra de la independencia es designado interinamente secretario de Despacho de Hacienda el 2 de febrero de 1815 hasta el 3 de marzo del mismo año y, ya como titular, la ocupa hasta diciembre.
Después desempeña la dirección de la Fábrica de Paños de Brihuega hasta que es cesado en oscuras circunstancias en enero de 1816 para ser desterrado a Ceuta. Con el Trienio liberal regresa a Madrid.